# کات (لوئیزیانا)
کات (به انگلیسی: Cut Off) شهری در ایالت لوئیزیانا کشور ایالات متحده آمریکا است که جمعیت آن در سرشماری سال ۲۰۱۰ میلادی، ۵٬۹۷۶ نفر بوده‌است.